# Космос-2374
Космос-2374 је један од преко 2400 совјетских вјештачких сателита лансираних у оквиру програма Космос.
Космос-2374 је лансиран са космодрома Тјуратам, Бајконур, Казахстан, 13. октобра 2000. Ракета-носач Протон-К је поставила сателит у орбиту око планете Земље. 